# Paul McCarthy
Paul McCarthy (* 4. August 1945 in Salt Lake City, Utah) ist ein US-amerikanischer zeitgenössischer Künstler, der vor allem durch seine Performances und Skulpturen bekannt ist.

## Leben
Paul McCarthy studierte ab 1969 Kunst an der University of Utah (The U) und danach am San Francisco Art Institute (SFAI), wo er einen Abschluss als Bachelor of Fine Arts (BFA) in Malerei machte. 1972 studierte er Film, Video und Kunst an der UCLA, u. a. mit Jason Rhoades und machte dort seinen Master of Fine Arts (MFA). Von 1982 bis 2002 lehrte er Performance, Video, Installationen und Geschichte der Kunstperformances an der University of California, Los Angeles. Paul McCarthy lebt und arbeitet in Altadena, Kalifornien.

## Werk

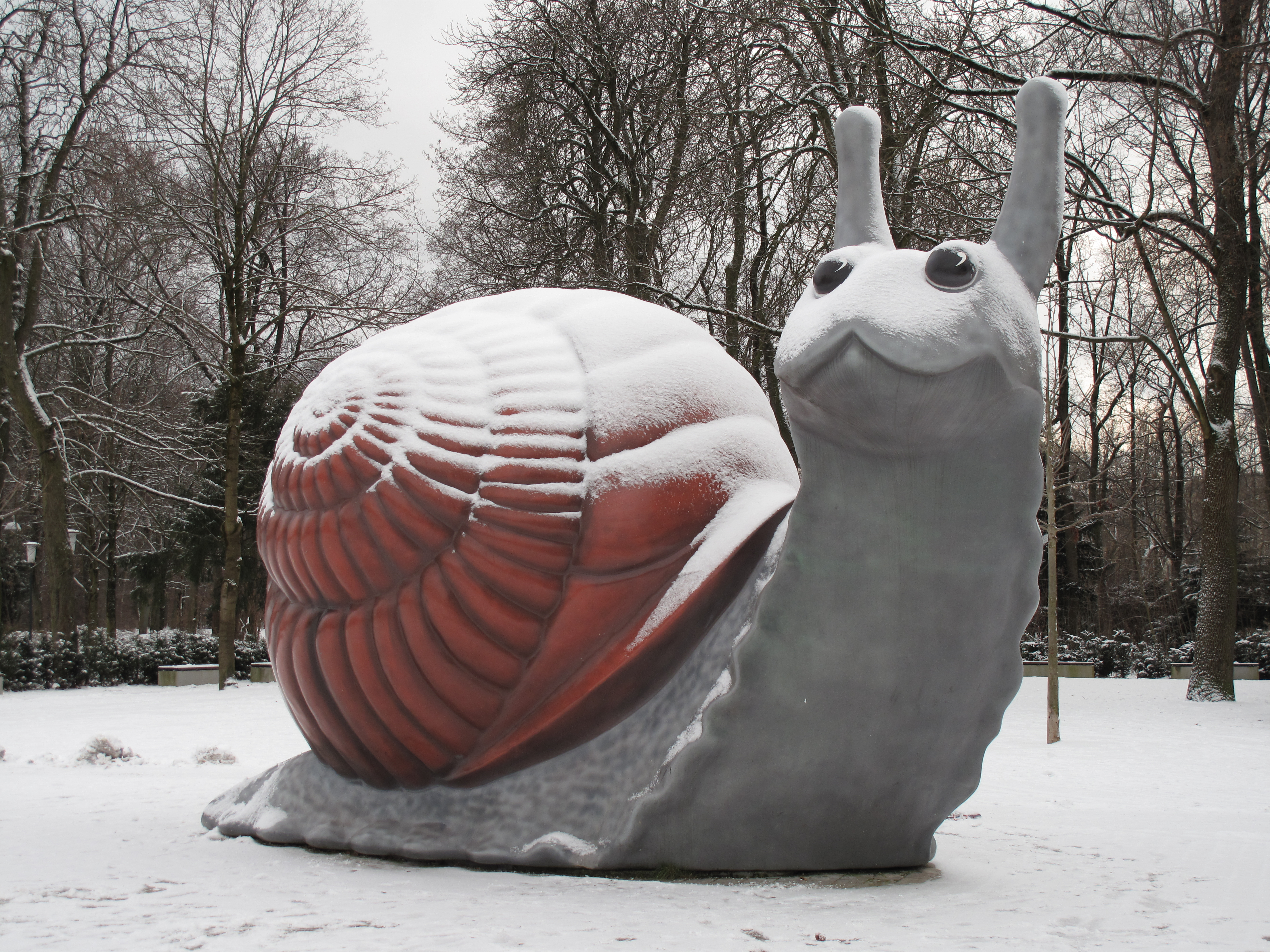
Sweet Brown Snail am Bavariapark und dem Verkehrszentrum des Deutschen Museums in München an der Theresienhöhe Schwanthalerhöhe Westend

McCarthy begann seine Karriere mit Aktionen, in denen die Schwerkraft als metaphorisches Vehikel benutzt wurde. Das Werk umfasst Zeichnungen, Skulpturen, Aktionen und Performances, Performance-Videos, Filme, Installationen.

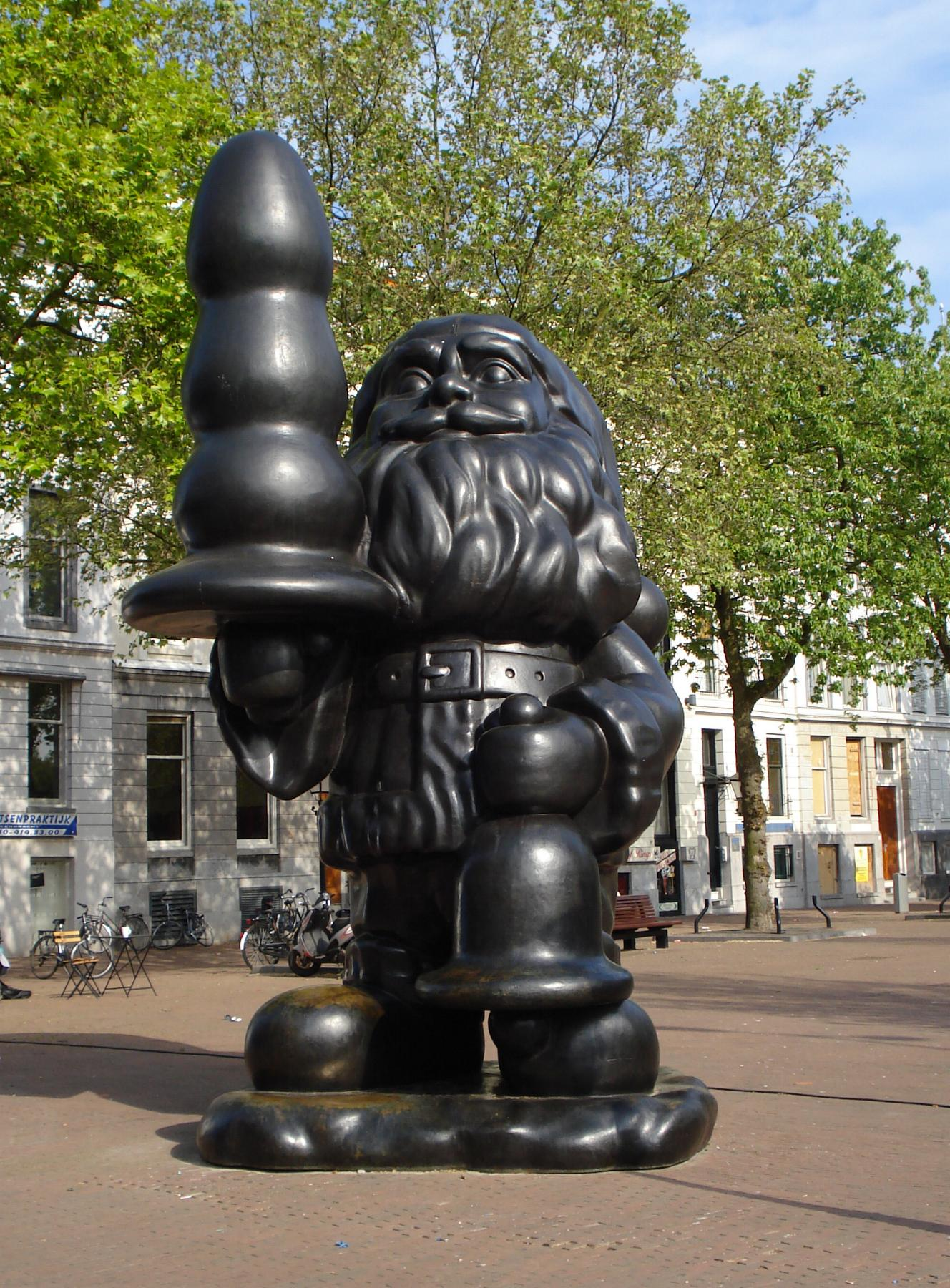
Santa Claus auf dem Eendrachtsplein in Rotterdam

Ab 1974 wurden seine Arbeiten aggressiver und sexuell provokativer: Die Performances thematisieren Brutalität und Selbstzerstörung.
In den 1980er und 1990er Jahren sind die Performances (im damals internationalen Trend) von ironischer Distanz geprägt, beispielsweise Painter.
In einer anderen Arbeitsform werden große Kulissen aufgebaut, in denen Akteure Szenen nach Lust und Laune spielen, die als Video und als Fotografien festgehalten werden. Nach Beendigung solcher Performances zählen Kulissen, Videomaterial und Fotos als Kunstobjekte. An diesen Arbeiten war oft McCarthys Sohn Damon beteiligt.
Im Jahr 2008 wurde auf dem Rotterdamer Eendrachtsplein eine vergrößerte Skulptur vom Santa Claus aufgestellt. Sie soll einen Weihnachtsmann darstellen, der anstelle eines Weihnachtsbaumes eine Skulptur in der Hand hält, die einige Beobachter an einen Butt-Plug denken lässt.
Im November 2009 eröffnete er eine Ausstellung unter dem Titel White Snow in New York, die sich thematisch an der Disney-Adaption des deutschen Märchenklassikers Schneewittchen und die sieben Zwerge orientierte.
Am 16. Oktober 2014 ließ er eine riesige grüne aufblasbare Skulptur, die er als „(Christmas) tree“ charakterisierte, die aber die Form eines Butt-Plugs aufwies, auf dem Place Vendôme in Paris installieren. Er wurde bei der Besichtigung derselben von einem Passanten geohrfeigt.
Die Werke McCarthys weisen oftmals einen thematischen Bezug zur amerikanischen Kultur auf. Sie sind auf dem internationalen Kunstmarkt begehrt. McCarthy zählt zu den einflussreichsten zeitgenössischen Künstlern.

## Ausstellungen (Auswahl)
– neueste zuoberst –
- 2023 Galerie Max Hetzler, Them as Was Is, Berlin
- 2021 Kode Bergen Art Museum, Paul McCarthy – Dead End Hole, Bergen
- 2020 Hammer Museum, Paul McCarthy: Head Space, Drawings 1963–2019, Los Angeles CA
- 2016 Lokremise, St. Gallen
- 2013 Park Avenue Armory, New York, WS
- 2009 De Uithof, City of Utrecht, Paul McCarthy – Air Pressure
- 2009 Hauser & Wirth New York, White Snow
- 2009 Zachęta National Gallery of Art, Paul McCarthy & Benjamin Weissman – Quilting Sessions, Warsaw
- 2008 Whitney Museum of American Art, Central Symmetrical Rotation Movement – Three Installations, Two Films, New York
- 2007 S.M.A.K. Stedelijk Museum voor Actuele Kunst, Paul McCarthy – Head Shop / Shop Head, Ghent[7]
- 2007 Middelheim Sculpture Museum, Paul McCarthy – Air Born / Air Borne / Air Pressure, Antwerpen
- 2006 Moderna Museet, Paul McCarthy – Head Shop / Shop Head, Stockholm
- 2005 Haus der Kunst, Paul McCarthy – LaLa land parodie paradies, München
- 2005 Whitechapel Gallery, Paul McCarthy – LaLa land parodie paradies, London[8]
- 2004 Van Abbemuseum, Paul McCarthy. Brain Box – Dream Box, Eindhoven
- 2003 Hauser & Wirth, Paul McCarthy. Piccadilly Circus, London
- 2003 Tate Modern, Paul McCarthy at Tate Modern, London
- 1999 Videos 1970-1998 (mit Mike Kelley)[9]
- 1999 Galerie im Taxispalais, Innsbruck (mit Ida Applebroog und Maria Brunner)